# Свинг (фильм)
«Свинг» (фр. Swing) — французский фильм Тони Гатлифа 2002 года.

## Сюжет
Юный Макс, отдыхающий у своей бабушки во французском Эльзасе, знакомится с цыганом Миральдо, виртуозно играющим на гитаре. Он впервые вплотную сталкивается с волшебным миром музыки и, очарованный ею, берёт у Миральдо уроки игры на этом инструменте. Также Макс знакомится с бойкой цыганкой Свинг — своей ровесницей…

## В ролях
| Актёр               | Роль            |
| ------------------- | --------------- |
| Оскар Копп          | Макс            |
| Лу Реш              | Свинг           |
| Чаволо Шмитт        | Миральдо        |
| Мандино Рейнхардт   | Мандино         |
| Абдельлатиф Шаарани | Халид           |
| Фабьенна Ме         | бабушка Макса   |
| Бен Зимет           | доктор Либерман |
| Колетт Лепаж        | жена Миральдо   |
| Мария Женен         | мать Макса      |